# ディオウ・ローホーン
ディオウ・アレクサンドロス・ローホーン（Dior Alexandros Lowhorn、1987年4月15日 - ）は、アメリカ合衆国出身のバスケットボール選手である。ポジションはパワーフォワード。

## 大学での経歴
ローホーンはテキサス工科大学に入学、ボブ・ナイトの指導を受けた。その後2006年にサンフランシスコ大学に転校した。

## プロとしての経歴
2010年から2015年までローホーンはヨーロッパ、モロッコ、東南アジアおよび南アメリカでプレイした。2014年2月には浜松・東三河フェニックスに加入したが、シーズン満了と共に退団している。
2015年11月2日、ローホーンはNBAデベロップメント・リーグのサンタクルーズ・ウォリアーズに獲得された。しかしながら、プレイする前の11月10日に解雇された。

## 私生活
ローホーンには2015年9月17日生まれの息子、ディオウ・アレハンドロ・ローホーンがいる。両親はエイプリル・チャンドラーとウォルター・ローホーン。兄弟はパリス・ローホーン。サンフランシスコ大学を卒業した。AAUではベイエリア・ブラスト、オークランド・ソルジャーズ、ネクスト・レベル、フリスコ・ファインスト、オークランド・レベルズ、ミッション・レック、SFボーイズ・クラブ、ハミルトン・パーク、H-スカッド、ベルモント・ショアーズでプレイした。幼少時は野球に取り組み、その後バスケットボールに転向した。

## 参照
1. ↑  Evessa, Crane Thunders inadvertently help each other address needs
2. ↑  http://www.bj-phoenix.com/blog/archives/13832/
3. ↑  http://www.bj-phoenix.com/blog/archives/15615/
4. ↑  “Santa Cruz Warriors Announce 2015 Training Camp Roster”. NBA.com (2015年11月2日). 2015年11月3日閲覧。
5. ↑  “Warriors Waive Five Players”. OurSportsCentral.com (2015年11月10日). 2015年11月10日閲覧。
6. ↑  http://www.usatoday.com/sports/college/mensbasketball/2008-02-03-571352222_x.htm